# FFH-Lebensraumtyp 1110: "Sublitorale Sandbänke"

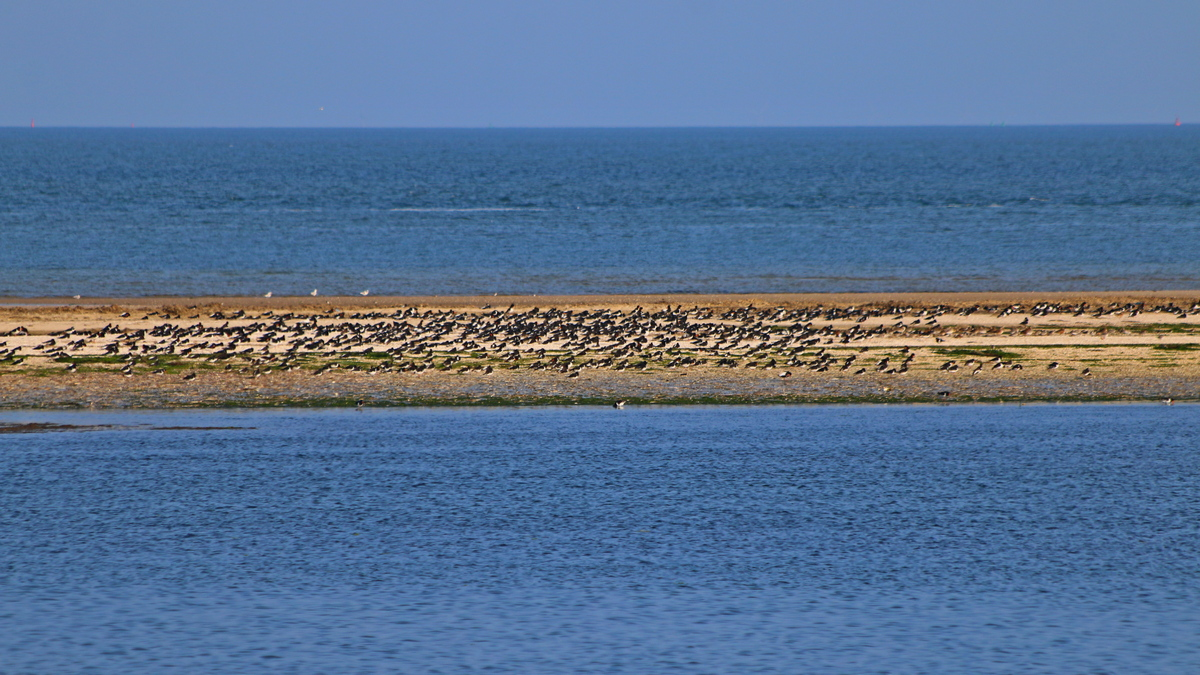
Sandbank vor Amrum im Nationalpark Schleswig-Holsteinisches Wattenmeer

Der FFH-Lebensraumtyp (LRT 1110): Sandbänke mit nur schwacher ständiger Überspülung durch Meerwasser englisch Sandbanks which are slightly covered by sea water all the time ist ein im Anhang I der Richtlinie 92/43/EWG (Fauna-Flora-Habitat-Richtlinie) der Europäischen Union beschriebener Lebensraumtyp mit der Kennnummer 1110, der Lebensraumtyp werden im deutschsprachigen Raum auch als sublitorale Sandbänke bezeichnet.

## Kategorisierung
Der Auflistung der Lebensraumtypen der European Nature Information System (EUNIS) kategorisiert den LRT 1110 zur Hauptgruppe 1: Lebensräume in Küstenbereichen und halophytischen Vegetation in die Kategorie 11: Meeresgewässer und Gezeitenzonen und definiert ihn entsprechen unter Artikel 17 der Habitat-Richtlinien zum Natura-2000-Netzwerk. Die Ausweisung einer Fläche als bestimmter Lebensraumtyp begründet sich auf dem Vorkommen festgelegter Arten in den Anhängen II, IV und V der FFH-Richtlinie. Für die Mitgliedsländer ist u. a. eine Auflage den Zustand dieser Lebensräume zu bewahren. Um den Erhaltungszustand des jeweiligen Lebensraums zu wahren oder ggf. zu verbessern, ist notwendig über Beobachtung und Bewertung der festgelegten Flächen einen Zustandsbericht für das Netzwerk Natura 2000 in regelmäßigen Abständen mitzuteilen.

## Definition

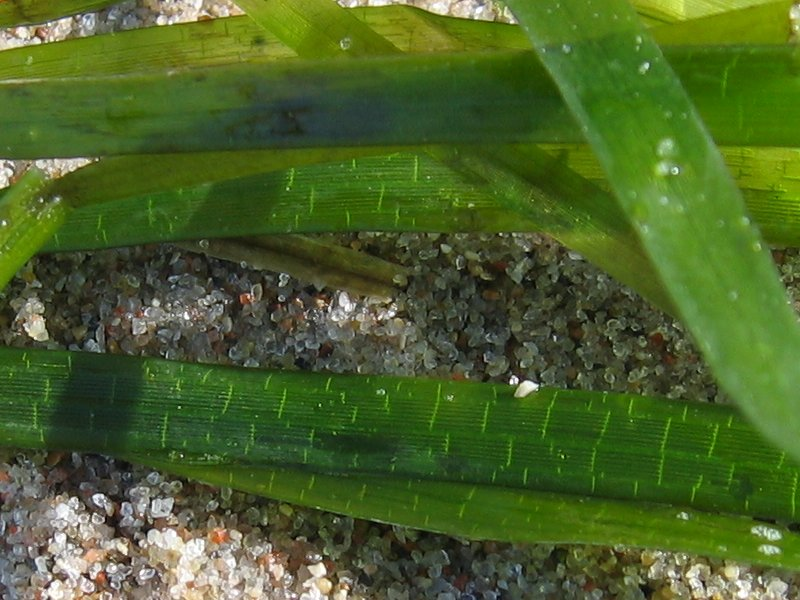
Seegras (Zostera marina) als Lebensraum-Indikator

Der Lebensraumtyp 1110 kann wie folgt definiert werden:
Sandbänke sind erhöhte, längliche, abgerundete oder unregelmäßig topographische Sedimentstrukturen, die ständig unter Wasser stehen und überwiegend von tieferem Wasser umgeben sind. Sie bestehen hauptsächlich aus sandigen Sedimenten, aber auch größere Körner (wie Felsbrocken und Geröll) oder feinkörnigere Strukturen (darunter auch
Schlamm) können auf einer Sandbank ebenfalls vorhanden sein. Bänke, bei denen die sandigen Sedimente in einer Schicht über harten Substrat vorkommen, werden als Sandbänke eingestuft, wenn die zugehörigen Biota auf dem Sand leben und nicht vom darunterliegenden Hartsubstrat abhängig sind.
"Geringfügig und ständig von Meerwasser bedeckt" bedeutet, dass die Wassertiefe über einer Sandbank nur selten mehr als 20 m unter dem Seekartennullpunkt liegt. Sandbänke können sich jedoch bis unter 20 m unter dem Seekarten Bezugspunkt reichen. Daher kann es sinnvoll sein, solche Gebiete in die Ausweisung einzubeziehen, wenn sie Teil des Merkmals sind und dessen biologische Lebensgemeinschaften beherbergen.
eine nationale Definition lautet:

„Sandbänke sind Erhebungen des Meeresgrundes im Sublitoral, die bis dicht unter die Meeresoberfläche reichen können, aber bei Niedrigwasser nicht frei fallen. Sie sind vegetationsfrei oder haben eine spärliche Makrophytenvegetation (z. B. mit Gewöhnliche Seegras (Zostera marina)).“
Per Definition der FFH-Richtlinie unterscheidet sich die Beschreibung dieses Lebensraumtyps nicht nur von der in Deutschland üblichen Verwendung des Begriffs Biotoptyp, sondern auch von der spezifischen Definition einer Sandbank im gesellschaftlichen Kontext und dient im Rahmen des Natura-2000-Netzwerks hauptsächlich der Kategorisierung der ausgewiesenen Schutzgebiete.

## Beschreibung und Funktion
Eine Sandbank entsteht durch die Ablagerung (Sedimentation) von Sand oder feinkörnigen Kies am Boden von Meeresküsten oder Binnengewässern, meist durch Gezeiten oder Strömungen, sowie über sog. ertrunkene Dünen (z. B. Oderbank). Eine Einteilung als Sandbank erfordert eine flächen- und dauerhaftes Vorkommen der Sande mit einer Mächtigkeit von mind. 1 m (auch unter Einbeziehung von Umlagerungsdynamiken), damit sie den typischen Sandbodengemeinschaften einen Lebensraum bieten kann. Zur Abgrenzung zu anderen Lebensraumtypen, wie LRT 1140 vegetationsfreie Schlick-, Sand- und Mischwatte, LRT 1170 Riffe und LRT 1210 Einjährige Spülsäume ist von Bedeutung, das Sandbänke mind. von 3 Seiten zum Wasser abfallen und flächig dauerhaft ausschließlich aus schluffarmen Fein- und Grobsanden bestehen. Sandige Klippen, Fels- und Sandriffe, Sandrippelfelder, langgestreckte Sandbarren oder ständig überspülte Sandebenen gehören nicht zum Lebensraumtyp. Der Übergang zum Küstenbereich wird bspw. durch den Lebensraumtyp Windwatt gebildet, welches sich ab einer Höhe −0,5 m HN bilden kann und sich über das vollständige Fehlen der Seegras-Arten (Zostera sp.) und das Aufkommen von Meeres-Salde (Ruppia maritima), Schlickgras (Spartina maritima) oder Schilfrohr (Phragmites australis) kennzeichnet.
Eine wesentliche Funktion von Sandbänken ist es einer arten- und biomassereichen Fauna geeignete Bedingungen zu bieten. Diese Sandbodenfauna stellt zusammen mit den dominierend vorkommenden Muschelarten, die Nahrungsgrundlage für die überwinternde benthophagen (sich vom Meereboden ernährende) Meeresenten und Fische dar.

## Verbreitung und Gefährdung
In Deutschland ist der Lebensraumtyp an Nord- und Ostsee in folgenden FFH-Gebieten nachgewiesen:
- DE0916391 – Nationalpark Schleswig-Holsteinisches Wattenmeer
- DE1003301 – Doggerbank
- DE1011401 – Östliche Deutsche Bucht
- DE1123393 – Küstenbereiche Flensburger Förde von Flensburg bis Geltinger Birk
- DE1209301 – Sylter Außenriff
- DE1251301 – Adlergrund
- DE1003301 – Fehmarnbelt
- DE1526391 – Südküste der Eckernförder Bucht und vorgelagerte Flachgründe
- DE1540302 – Darßer Schwelle[10]
- DE1541301 – Darß[11]
- DE1631392 – Meeresgebiet der östlichen Kieler Bucht[12]
- DE1652301 – Pommersche Bucht mit Oderbank
- DE1733301 – Sagas-Bank[13]
- DE1747301 – Greifswalder Bodden, Teile des Strelasundes und Nordspitze Usedom[14]
- DE1749302 – Greifswalder Boddenrandschwelle und Teile der Pommerschen Bucht
- DE1931301 – Ostseeküste am Brodtener Ufer[15]
- DE2104301 – Borkum-Riffgrund
- DE2306301 – Nationalpark Niedersächsisches Wattenmeer

Eine Gefährdung des Lebensraumtyps besteht unter Einbeziehung der natürlichen Dynamik der Sedimentationsprozesse, wenn es zu Störungen der Sedimentstrukturen der Sandbänke durch Küstenschutzmaßnahmen (wie Buhnen, Strandaufspülungen oder Wellenbrecher) kommt und ein natürlicher Materialtransport in den Anlagerungszonen für die Neuentstehung (z. B. durch großflächigen Ausbau von Schifffahrtswegen) in den ausgewiesenen Gebieten unterbunden wird.

## Vorkommende Arten

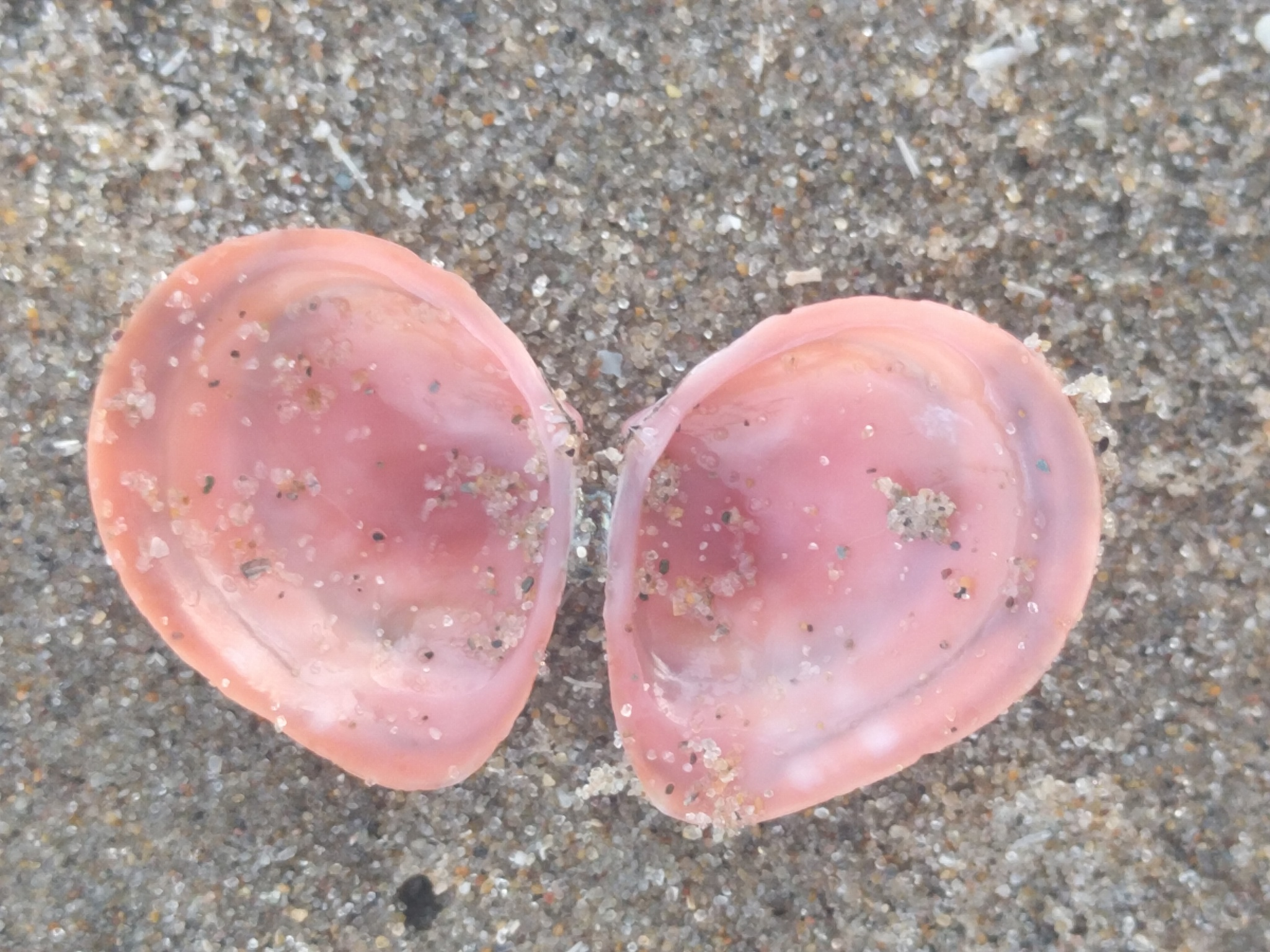
Plattmuschel (Limecola balthica)

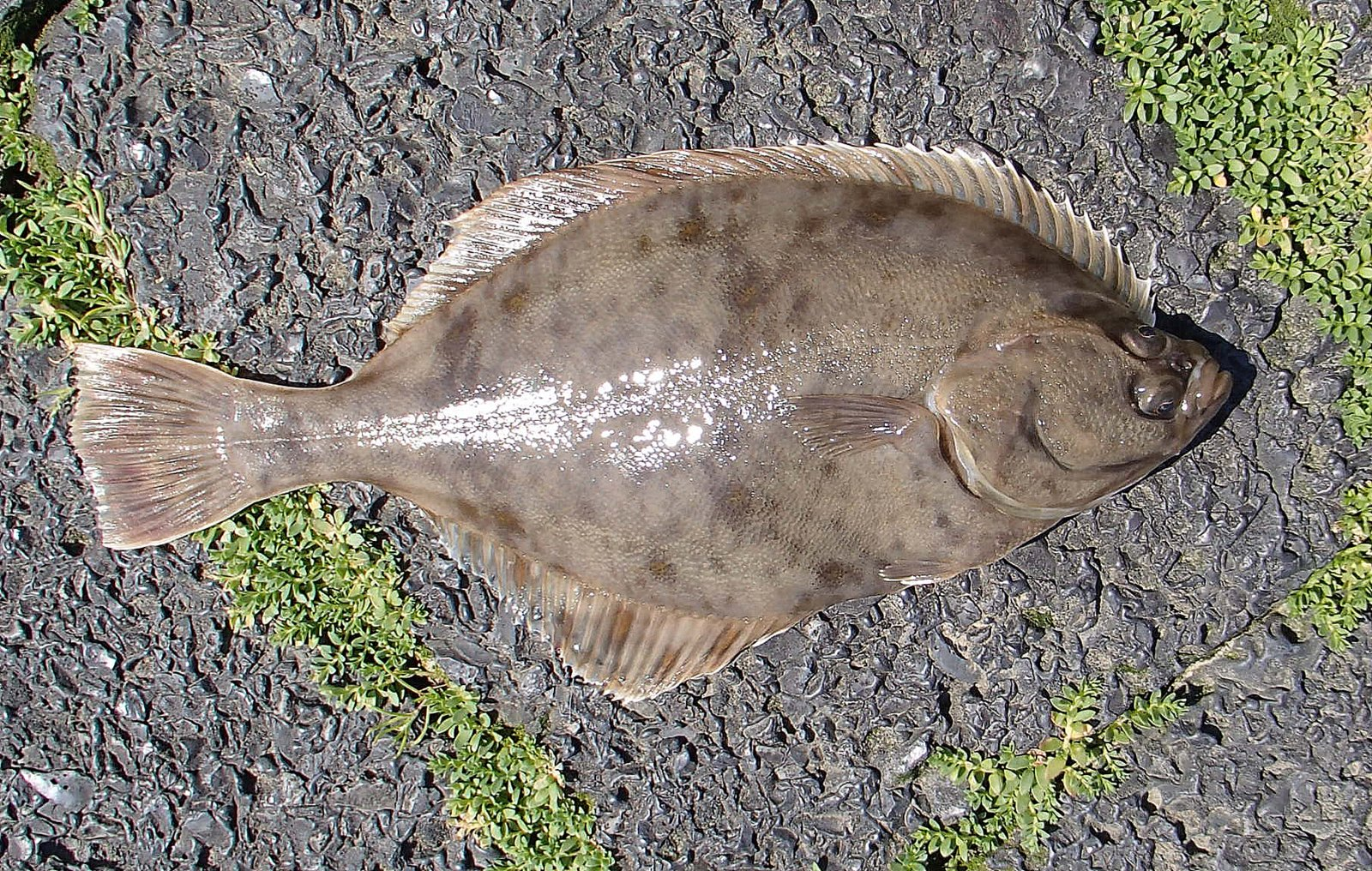
Flunder (Platichthys flesus)

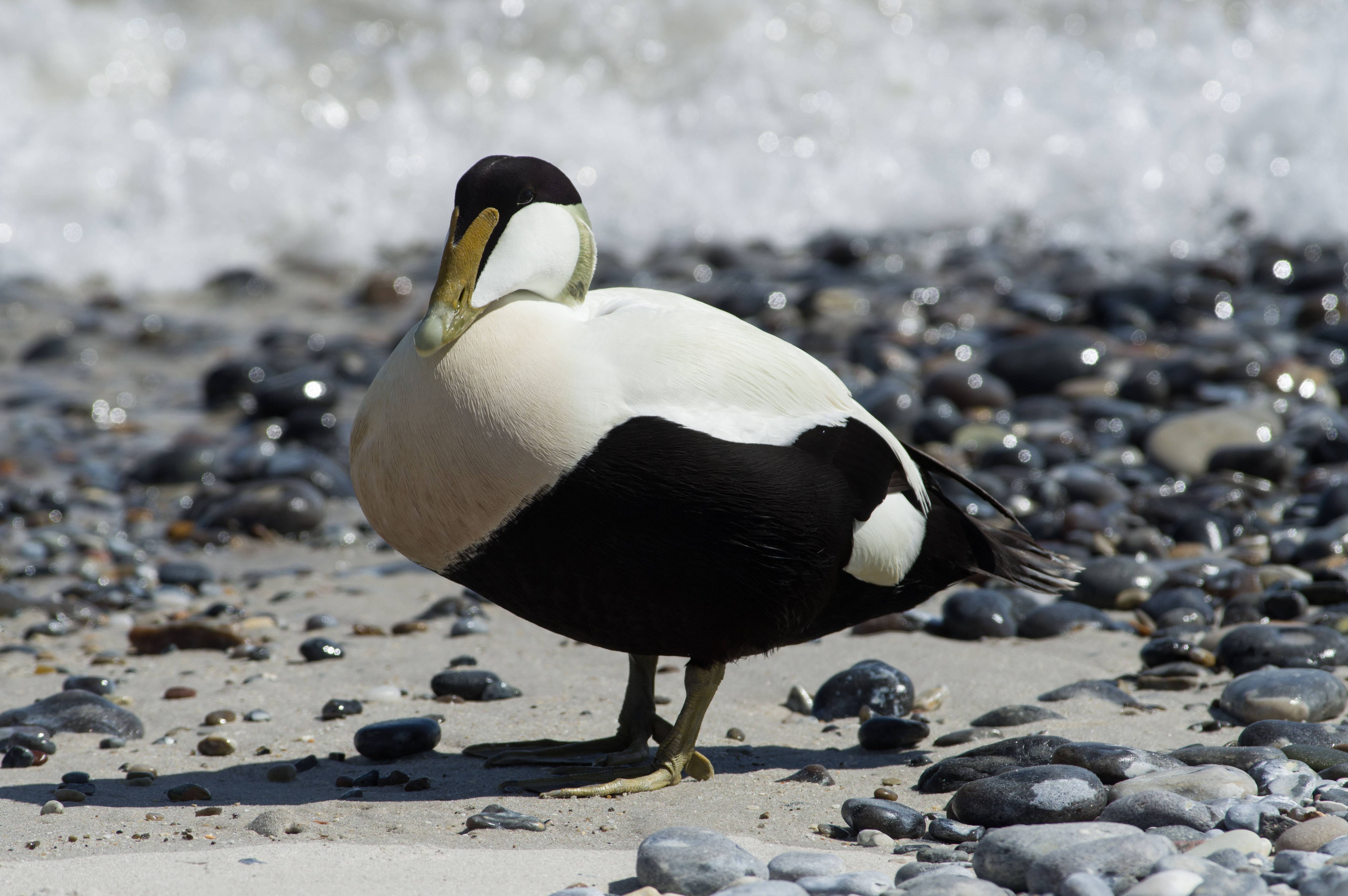
Eiderente (Somateria mollissima)

Die vorkommenden Arten des Lebensraumtyps können in sog. Indikatorarten und in charakteristische Pflanzen- und Tierarten (auch als lebensraumtypische Arten beschrieben) unterschieden werden.
- Indikatorarten sind bspw.: Seegras (Zostera marina) und Kamm-Laichkraut (Potamogeton pectinatus)
- charakteristische Arten sind u. a.: 
  - im Makrozoobenthos:
    - Gattung Nephtys sp. der räuberischen Vielborster Nephtyidae (129370)
    - mariner Ringelwurm Pygospio elegans – (51170|131170)
    - Eteone longa – (50616|130616)
    - Kiemenringelwurm (Scoloplos armiger) – (50537|334772)
    - Großer Hamletwurm (Ophelia limacina) – (50494|130494)
    - Ophelia rathkei – (50496|130496)
    - Travisia forbesii – (50512|130512)
    - Baltische Plattmuschel (Limecola balthica) – (61579|141579)
    - Sandklaffmuschel (Mya arenaria) – (140430)
    - Flohkrebs-Art (Bathyporeia pilosa) – (103068)
    - Bernstein-Ringelwurm (Neanthes succinea) – (50391|234850)
    - Marenzelleria neglecta – (181523)
    - Streblospio shrubsoli – (51193|131193)
    - Lagunen-Herzmuschel (Cerastoderma glaucum) – (138999)
    - Nordseegarnele (Crangon crangon) – (107552)

  - Fische (Pisces)
    - Gefleckter Großer Sandaal (Hyperoplus lanceolatus) – (124258|126756)
    - Flunder (Platichthys flesus) – (10103|127141)
    - Strandgrundel (Pomatoschistus microps) – (10101|126927)
    - Sandgrundel (Pomatoschistus minutus) – (15391|126928)

  - Vögel (Aves):
    - Bergente (Aythya marila) – (910|159172)
    - Eisente (Clangula hyemalis) – (979|137071)
    - Trauerente (Melanitta nigra) – (1135|137073)
    - Eiderente (Somateria mollissima) – (1273|137074)